# Poręby (województwo pomorskie)
Poręby (dodatkowa nazwa w j. kaszub. Pòrãbë) – wieś w Polsce, położona w województwie pomorskim, w powiecie kartuskim, w gminie Sierakowice.
Wieś należy do sołectwa Karczewko, leży przy drodze wojewódzkiej nr 214. 
W latach 1975–1998 Poręby administracyjnie należały do województwa gdańskiego.
Przed 2023 r. miejscowość była częścią wsi Sierakowice.